# Filinos z Kos
Filinos z Kos (gr. Φιλῖνος) – starożytny grecki biegacz, olimpijczyk.
Syn Hegepolisa, pochodził z wyspy Kos. Po raz pierwszy triumfował w Olimpii w 268 p.n.e., zwyciężając w stadionie chłopców. Później pięciokrotnie sięgał po olimpijski wieniec: w 264 i 260 p.n.e. w biegu na stadion oraz w 264, 260 i 256 p.n.e. w diaulosie. Ponadto czterokrotnie zwyciężył na igrzyskach nemejskich i igrzyskach pytyjskich oraz jedenaście razy na igrzyskach istmijskich.
Jego postać pojawia się w jednej z sielanek Teokryta.